# Antiferromagnetisme

ordenament antiferromagnètic

L'antiferromagnetisme en els materials en els quals s'observa, el moment magnètic d'àtoms o molècules normalment està relacionat amb els spins d'electrons, alineats en patrons regulars amb els spins veïns (sobre diferents subxarxes) apuntant en direccions oposades. Això és com en el ferromagnetisme i ferrimagnetisme, una manifestació de magnetisme ordenat. L'ordre antiferromagnètic sol existir a temperatures prou baixes, desapareixent per sobre d'una certa temperatura, la temperatura Néel (del nom de Louis Néel, el primer a identificar aquest tipus d'ordenament magnètic). Per sobre de la temperatura Néel, el material és típicament paramagnètic.

## Materials antiferromagnètics
Es presenten en compostos de metalls de transició, especialment òxids. Un exemple és el superconductor de fermió URu₂Si₂. Altres exemples inclouen l'hematita, metalls com el crom, aliatges com ferro manganès (FeMn), i òxids com el de níquel (NiO). També les molècules orgàniques poden mostrar acoblament antiferromagnètic sota circumstàncies rares com es veu en els radicals com 5-dehidro-m-xililè.
Els antiferrimants poden aparellar-se a ferroimants. Això proporciona l'ús principal en les vàlvules spin que són la base dels sensors magnètics incloent el modern disc dur (hard drive disk). L'antiferromagnetisme té un paper crucial en la magnetoresistència gegant (giant magnetoresistance) descoberta pels premis Nobel Albert Fert i Peter Grünberg l'any 1988.